# Nuppenbecher

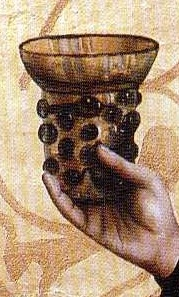
Noppenbecher aus dem Gemälde Sabobai und Benaiah von Konrad Witz (um 1435)

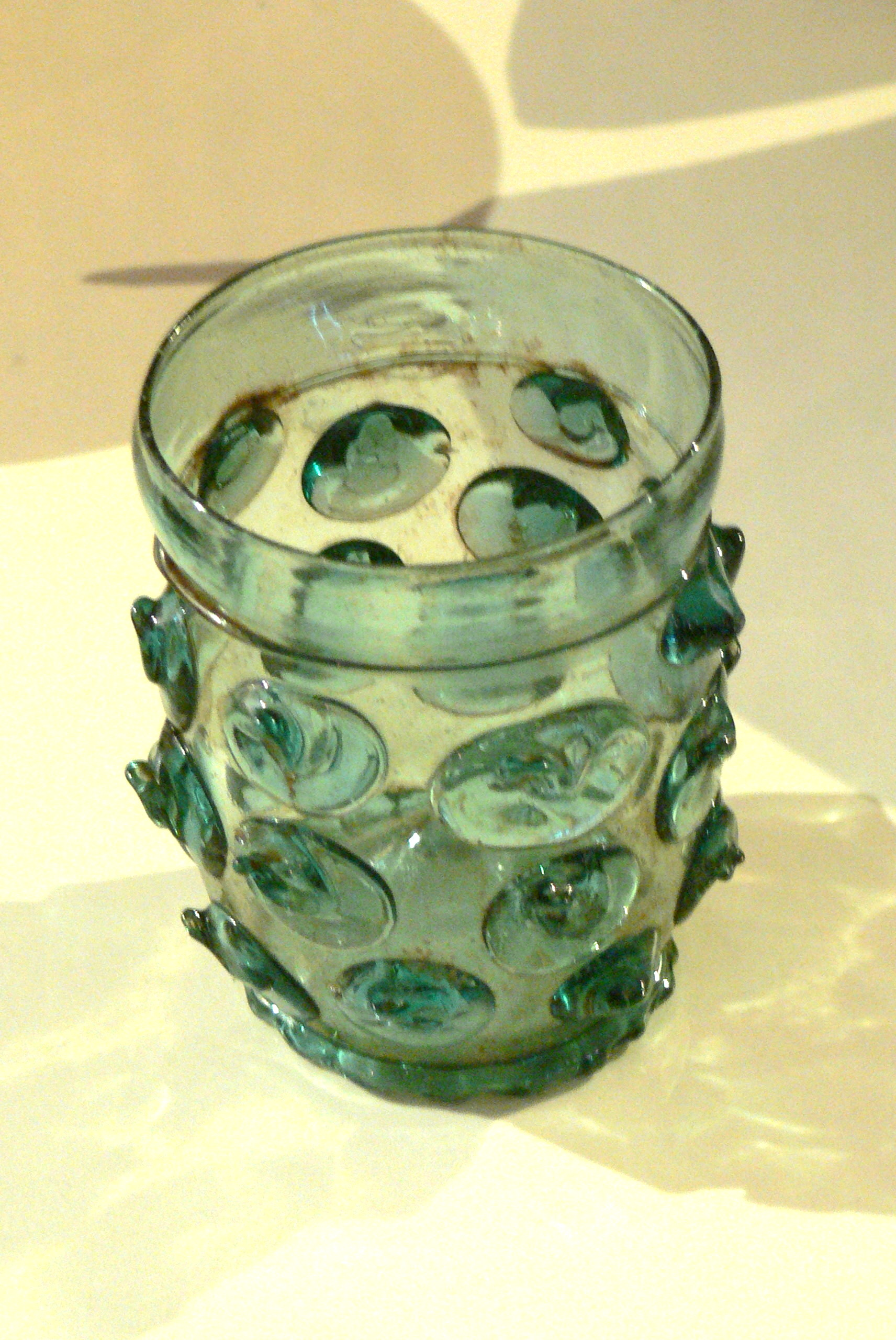
Nuppenbecher, Passau, 14. Jahrhundert

Nuppenbecher, oder auch Noppenbecher, ist die Bezeichnung einer häufigen Trinkglasform des Hoch- und Spätmittelalters. Die meisten bekannten Exemplare datieren ins 13. und 14. Jahrhundert.
Kennzeichen der Nuppenbecher sind zahlreiche, meist relativ kleine Nuppen auf der Gefäßwand. Der mit diesen Nuppen besetzte Gefäßkörper ist häufig zylindrisch oder leicht konisch. Der oft durch einen Faden abgesetzte Rand ist dagegen meist unverziert.
Farblose Becher dieser Art wurden wahrscheinlich in Venedig, Böhmen und Südfrankreich, möglicherweise auch in Glashütten in Deutschland produziert. Eine Variante aus hellgrünem Glas mit kleinen, oft schneckenförmig ausgezogenen Nuppen (Typ Schaffhausen), die vor allem in der Nordschweiz, Süd- und Westdeutschland und bis ins Elsass vorkommt, entstammt offenbar meist lokalen Werkstätten. Eine Spätform des Nuppenglases mit größeren Nuppen ist der Krautstrunk.
Nuppenbecher wurden nicht nur aus Glas hergestellt, ein silbernes Exemplar stammt aus einem Depotfund von Lingenfeld.
Das Wappen der Grafen von Küssenberg zeigt ein Noppenglas. Gleiches gilt für die Zürcher Familie Escher vom Glas.